# Olaf Dössel
Olaf Dössel (* 17. August 1954 in Lübeck) ist ein deutscher Professor für Biomedizinische Technik. Er war bis zu seinem Ruhestand 2022 Leiter des Instituts für Biomedizinische Technik am Karlsruher Institut für Technologie.

## Leben
Nach dem Studium der Physik und anschließender Promotion begann Olaf Dössel seine berufliche Karriere bei Philips in Hamburg im Jahr 1982. 1985 wurde er Leiter Forschungsgruppe Messtechnik am dortigen Philips Forschungslaboratorium. Unter seiner Leitung wurde dort ein neues Forschungsgebiet aufgebaut: Abbildung bioelektrischer Ströme mit SQUID-Vielkanal-Magnetometern.
1996 erhielt er den Ruf an die Universität Karlsruhe und war bis zu seinem Ruhestand 2022 Leiter des Instituts für Biomedizinische Technik.

## Forschung
Olaf Dössel ist Experte der elektrophysiologischen Herzmodellierung und der Erstellung von Computermodellen des Herzens. Weiter forscht er auf dem Gebiet der EKG-Biosignalverarbeitung und der Analyse von Elektrogrammen (intrakardiales EKG). Dabei werden auch Methoden des maschinellen Lernens eingesetzt. Er gilt als international anerkannter Experte auf dem Gebiet des Vorhofflatterns und Vorhofflimmerns. Schließlich untersucht er, wie aus Vielkanal-EKG Messungen die elektrophysiologischen Quellen auf dem Herzen rekonstruiert werden können (inverses Problem der Elektrokardiographie).

## Lehre
Dössel hat am KIT die Vorlesungen „Lineare Elektrische Netze“, „Bildgebende Verfahren in der Medizin I und II“ und „Electromagnetics and Numerical Calculation of Fields“ gehalten.

## Ehrenämter
Olaf Dössel ist Mitglied der Berlin-Brandenburgischen Akademie der Wissenschaften, Mitglied der Nordrhein-Westfälischen Akademie der Wissenschaften und der Künste und Mitglied der acatech – Akademie der Technikwissenschaften. Dössel war bis 2022 Mitglied des Kuratoriums der Physikalisch-Technischen Bundesanstalt. Er ist Fellow der International Union for Physical and Engineering Sciences in Medicine (IUPESM), der International Academy of Medical and Biological Engineering (IAMBE), der European Alliance of Medical and Biological Engineering and Science (EAMBES) und der Deutschen Gesellschaft für Biomedizinische Technik (DGBMT) im VDE. Von 2010 bis 2022 war er Editor-in-Chief der Zeitschrift Biomedizinische Technik / Biomedical Engineering.  Zudem hat Dössel maßgeblich an der BMBF-Studie zur Situation der Medizintechnik in Deutschland im internationalen Vergleich mitgewirkt und 2009 zusammen mit Wolfgang Schlegel den World Congress on Medical Physics and Biomedical Engineering in München geleitet. Von 2015 bis 2022 war er Mitglied im Board of Directors der Tagung Computing in Cardiology. Dössel ist Mitglied im Scientific Advisory Board des CIBER-bbn (Spanien) und im International Scientific Advisory Committee der Hartstichting (Niederlande).

## Werke
- Biomedizinische Technik – Medizinische Bildgebung, Band 7 (2014, deGruyter, Berlin), ISBN 978-3-11-025214-9
- Bildgebende Verfahren in der Medizin: Von der Technik zur medizinischen Anwendung (1999, Springer-Verlag, Berlin), ISBN 978-3-540-66014-9
- Lumineszenz- und transiente Absorptionsspektroskopie an festen Edelgasen (1982, Besteht aus 2 Mikrofiches)